# Earth (Neil Young)
Earth è un album dal vivo del cantautore canadese Neil Young e del gruppo musicale statunitense Promise of the Real, pubblicato nel 2016.

## Tracce
1. Mother Earth (Natural Anthem) – 5:40
2. Seed Justice – 3:58
3. My Country Home – 6:02
4. The Monsanto Years – 8:20
5. Western Hero – 4:03
6. Vampire Blues – 5:55
7. Hippie Dream – 5:54
8. After the Gold Rush – 4:09
9. Human Highway – 4:11
10. Big Box – 9:20
11. People Want to Hear About Love – 5:20
12. Wolf Moon – 6:30
13. Love & Only Love – 28:04

## Formazione
- Neil Young – voce, chitarra

Promise of the Real
- Anthony Logerfo – batteria
- Tato Melgar – percussioni
- Corey McCormick – basso
- Lukas Nelson – chitarra

Altri musicisti
- Micah Nelson – chitarra